# Матфей Аурогалл
Матфей Аурогалл, нем. Matthäus Goldhahn (1490, Хомутов, Богемия  — 10 ноября 1543, Виттенберг) — чешский лингвист.
Латинизировал свое имя Маттеус Гольдхан в Аурогалл по моде гуманистов эпохи Возрождения.
Аурогалл служил профессором иврита в Галле-Виттенбергском университете и был коллегой Филиппа Меланхтона и Мартина Лютера . Он помогал Лютеру в пересмотре реформаторского перевода Ветхого Завета и внес вклад в академическое изучение иврита.

## Ранняя жизнь и образование
Матфей Аурогалл начал свое образование в гуманистической школе в Комотау, основанной чешским дворянином и писателем Богуславом Гасиштейнским из Лобковиц в его семейном доме, замке Хасиштейн. Там Аурогалл изучал латынь, греческий и иврит. Затем он изучал иврит в Лейпциге с 1512 по 1515 год, где получил степень бакалавра искусств. После он вернулся в Комотау, чтобы преподавать латынь в своей бывшей школе.

## Виттенберг и Лютер
В 1519 году Аурогал оставил свою должность и переехал в Виттенберг, где он завязал дружеские отношения с Филиппом Меланхтоном. Меланхтон недавно занял должность профессора греческого языка в Галле-Виттенбергском университете по рекомендации своего двоюродного деда Мартина Лютера. В это время Меланхтон оценил как впечатляюще Аурогалл владел ивритом. Два года спустя, по рекомендации Меланхтона и Лютера, Аурогалл также поступил на факультет Виттенберга в качестве профессора иврита, заменив Матфея Адриана, который, хотя и был рекомендован на эту должность Лютером несколькими годами ранее, противодействовал религиозным реформам Лютера.
В то время Виттенбург — под руководством Лютера — был эпицентром протестантской Реформации, и Аурогалл был вовлечен в это движение, по крайней мере, как знаток иврита. Аурогалл был советником Мартина Лютера, пока тот работал над своим переводом Ветхого Завета. Он также смог воспользоваться редкими рукописями из обширной библиотеки Лобковича, которые тот одолжил Лютеру и Меланхтону, что ещё больше помогло при переводе.
В 1540 году Лютер опубликовал пересмотренный вариант своих переводов книги Псалмов после того, как Аурогалл пересмотрел и улучшил предыдущее издание.
1 мая 1542 года Аурогалл получил престижную должность ректора Галле-Виттенбергского университета.

## Вклад в изучение иврита

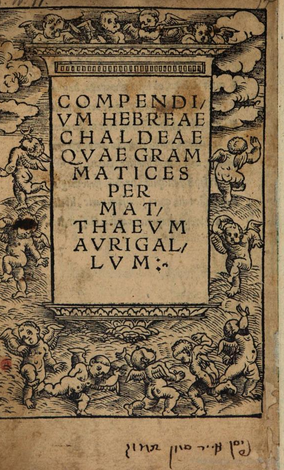
Титульный лист грамматического сборника Аурогалла «Compendium Hebrae Chadeeaquae grammatices» (1525 г.)

Аурогалл служил профессором иврита в Виттенберге с 1521 года до своей смерти 10 ноября 1543 года. В это время он сотрудничал с Лютером над последним переводом Ветхого Завета. В отличие от своего предшественника, Матфея Адриана, подход Аурогалла к изучению иврита соответствовал подходу Лютера. И он, и Лютер считали, что иврит должен был быть филологическим средством для определения истинного значения Священного Писания.
Несмотря на такой взгляд на роль иврита, Аурогалл включил список общих сокращений, встречающихся в раввинистических комментариях, в свой Compendium Hebraee Grammatices. Он также основывал свое рассмотрение этимологии библейских имен в своем De Hebraeis, urbium, regionum, populorum, fluminum, montium и aliorulocorum, nominibus (имена на иврите, города, регионы, народы, реки, горы и другие места) на Раши и Таргумах, а также классических и средневековых авторах, демонстрирующих гораздо более глубокий интерес к изучению иврита как такового, чем Лютер.
Такое использование раввинистических текстов при изучении иврита противоречило строгой концепции Лютера об изучении иврита в чисто христианском контексте. Это помогло продвинуть изучение иврита к тому, чтобы стать самостоятельной дисциплиной, а не подразделом богословия.

## Вклад в изучение арамейского
Аурогалл также расширил рассмотрение семитских источников библейских комментариев до арамейского и написал грамматику халдейского (неоарамейского языка), которая была добавлена к его грамматике иврита в более поздних изданиях.
В 1539 г. сделал попытку изложить основы арамейского языка. В еврейской грамматике Аурогалла содержится дополнительная глава "De Chaldaeae et Hebraeae linguae discrimine" (О различии халдейского и еврейского языков). Автор дает кратчайшие сведения о памятниках, написанных на арамейском, и об арамейских соответствиях звуков и аффиксов еврейским. Этот материал, помещенный на 16 страницах малоформатного издания, не имеет самостоятельного значения, но знаменателен для истории сравнительно-семитского языкознания в период его зарождения как науки.

## Сочинения
- Compendium Hebrae Chaldeaequae grammatices (Сборник еврейской и халдейской грамматики) (1523–25, 1531, Виттенберг)
- De Hebraeis, urbium, regionum, populorum, fluminum, montium и aliorulocorum, nominibus (1526 г., Виттенберг, 1539 и 1543 гг., Базель)
- Chronik der Herzöge uund Könige von Böhmen (Хроника герцогов и королей Богемии (утеряна)
- Hebräisch historisch-geographisches Reallexicon (ивритский историко-географический лексикон) (1526–1539)